# Zószimosz (alkimista)
Panopoliszi Zószimosz (Ζώσιμος ο Πανοπολίτης) egyiptomi vagy görög alkimista volt, aki i. sz. 300 körül született a mai Egyiptom területén található Panopoliszban (ma Akhmim). Ő írta a legrégebbi ismert könyveket az alkímiáról, görög nyelven, ezek egyike a Hiteles értekezések, melyben megemlíti Mithrász misztériumait is.

## Fordítás
- Ez a szócikk részben vagy egészben  a   Zosimos of Panopolis című angol Wikipédia-szócikk fordításán alapul.  Az eredeti cikk szerkesztőit annak laptörténete sorolja fel. Ez a jelzés csupán a megfogalmazás eredetét és a szerzői jogokat jelzi, nem szolgál a cikkben szereplő információk forrásmegjelöléseként.